# Halo (cântec de Machine Head)
Halo este al treilea single de pe albumul The Blackening al formației de groove metal, Machine Head. Acesta e unicul cântec de pe album înregistrat cu toți cei patru membri ai trupei. Pe 24 martie 2008, Machine Head a anunțat prin intermediul site-ului lor oficial că vor filma un clip pentru Halo.
Clipul a fost lansat pe 31 mai 2008, în premieră la MTV2. Versiunea editată pentru radio e mult mai scurtă decât originalul piesei de pe Blackening, fiind scurtată de la 9:04, la 5:11 minute. Flynn a spus că Metallica a fost inspirația sa.

## Lista pieselor
1. "Halo" (Radio edit) - 5:03
2. "Halo" (Live la Download Festival 2007) - 9:17

## Personal
- Robb Flynn – vocal, chitară
- Dave McClain – baterie
- Adam Duce – chitară bas, back vocal
- Phil Demmel – chitară